# ラチェット&クランク2 ガガガ!銀河のコマンドーっす
『ラチェット&クランク2 ガガガ!銀河のコマンドーっす』（ラチェットアンドクランクツー ガガガぎんがのコマンドーっす、Ratchet & Clank: Going Commando）は、ソニー・コンピュータエンタテインメント（SCE）より2003年12月11日に発売されたPlayStation 2用アクションゲームである（PlayStation 2のみでは2作目）。
本作は、第1作「ラチェット&クランク」の続編である。本作の続編については、ラチェット&クランク3 突撃!ガラクチック★レンジャーズを参照。

## 概要
ラチェット&クランクシリーズの第2作目。今作では新システムとして、武器のアップグレードシステムなどといったものが追加された。
スペシャルメニューが最初から見られるようになっている。また、設定上の武器メーカーが「ガラクトロン」から「メガコープ」に変わっている。これは、1作目と違う銀河が舞台で、今作の舞台である「ガガガ銀河」ではガラクトロンがメガコープとの競争に負けて撤退してしまったためとゲーム上で説明されている。
1作目に加えて、マキシゲームと呼ばれる要素が追加された。これは、ミッション以外にもクリアできる（クリアしなくてもいい）要素というもので、「ホバーバイクレース」などがある。一回クリアすると挑戦できる「チャレンジモード」(事実上の2周目)では「ショートカット」という機能が登場し、メニュー画面から選択するだけで進入済みのマキシゲームを遊べるようになる。

## キャラクター

### メインキャラクター
ラチェット（声：津村まこと）
前作で宇宙を救ったことで一躍ヒーローになったが、1年の間に「あのヒーローは今!?」に出演するほど忘れ去られてしまった。そんな時に、ガガガ銀河のフィジージェットに呼び出され、巨大企業「メガコープ」のコマンドーとして雇われる。
情報端末にボルトを投入しなければならなくなるにあたり、｢コンピュータまで代金を請求してくるのはおかしい｣と文句を言った。
クランク（声：大川透）
ラチェットの相棒。ラチェットと違って冷静沈着。同じくフィジージェットに呼び出される。序盤はフィジージェットに用意してもらった「プラネット エンダコー」の高級マンションで留守番をしていたが、盗賊に故障させられてからラチェットに修理され合流する。
フィジージェット（声：島香裕）
メガコープ社の会長。開発中の商品「プロトペット」を謎の盗賊から取り戻して欲しいと、ラチェットとクランクを「コマンドー」として雇う。陽気な語り口が特徴。
盗賊マスク（声：増田ゆき）
謎の盗賊。「プロトペット」を執拗に付けねらう。マスクには変声機能まで備わっており、夜道では会いたくない類いの相手に仕上がっている。
サッグリーダー（声：山野井仁）
惑星スニベラック出身の荒くれ者集団「サッグ商会」の社長。より多くの金を出した雇い主についていき、金さえ払えば結果は出す、現金第一主義。
キャプテン・クォーク（声：乃村健次）
全宇宙のヒーローだったが、BBBとの関係、新商品「脱毛マッシーン」の不具合などから逮捕。その後裁判にかけられ、多額の賠償金（60億ボルト）を払うこととなるが、ホワイリゾートに高飛びをしようとする。しかしそれも失敗し、刑務所に服役。しかし収監された翌日、トイレから脱獄。その後は行方不明とされていた。

### その他のキャラクター
全編に登場
- ヘルプデスク（声：津田真澄）

ラチェットやクランクに操作説明や助言をしてくれるナビゲーター。前作は「ガラクトロン社」のヘルプデスクが登場したが、本作の舞台「ガガガ銀河」ではガラクトロン社が事業を撤退してしまったため、新たに「メガコープ社」のヘルプデスクが登場。
プラネット ウーズラ
- メガコープの従業員（声：佐藤せつじ）

メガコープストアの敷地内にいた従業員。盗賊マスクにガガガ銀河のマップを盗まれてしまう。後に訪れたラチェットに対してトラクタービームを売ってくれる。
マクタールせいうん
- チェーンブレード

スニベラックから来た、マクタールきっての武闘派。近距離用武器である二刀流に、長距離に対応した機能を加えた得物「チェーンブレード」が名前の由来。チャージブーツのような青いターボを噴出する靴を履き、ターボを下へ噴かして空すら飛ぶ。
- B2ブロウラー

プラネット セレベラから来た、マクタールのトップランカー。カーボノックスという素材でできたロボットの体を、ナマミソブレインでコントロールする寄生体。武器は2基のプラズマキャノン。脚が弱点といわれるが、回し蹴りすらしてくる。
プラネット バーロウ
- ガラクトロンショップの店員

ガラクトロン製の武器ガラメカを売っているショップの店員ロボ。『ラチェット&クランク』第1作のゲームデータを持っていると、入手済みの物を無料で貰える。
- デザートライダー（声：西凛太朗）

バーロウのレースコース入り口にいるサッグ商会のメンバー。
- 発明家（声：牛山茂）

氷を水に、水を氷へと変化させることができるガラメカ「サーミネーター」を開発したガラクトロンの発明家。開発に成功した瞬間から、何かの手違いがあったのかずっと氷付けになっていた。
フェルツォンわくせいたい
- 女性オペレーター（声：園田恵子）

プラネット ノータックへのナビデータにおけるサッグリーダーと盗賊マスクの通信映像で登場。
プラネット ドボーン
- ドクター・フルブラッダー（声：有本欽隆）

プラネット ドボーンのプロトペット研究所にいた研究員の1人。プロトペットの凶暴性に気づきメッセージデータを残すも消息不明となる。
- 数学者（声：石塚運昇）

サッグリーダーとのバトル前に話をすることになるドボーンの住民。「サッグ・プリズンシップ」のCMにも出演。
プラネット ジョッバ
- シャーディー・セールスマン（声：藤原啓治）

バトルアリーナにはいる直前に「レビテーター」と呼ばれるクランクのアップグレードパーツを売ってくれる怪しい男。前作の「わくせいキャナル」に登場したR.Y.N.O.セールスマンとは同一人物。身長が1作目に比べ伸びている。
- デザートライダーのリーダー（声：辻親八）

ジョッバのレースコース入り口で会話するデザートライダー。
- メガピード

帰って来た元チャンピオン。プラネット バクナールⅢのトービアン渓谷の奥底に生息していたが、球形機雷やビーム弾を撃つ砲台を背負い、ジョッバで伝説を数多生み出している。
- アラクノイド

昆虫惑星 タランティア出身者。金網マッチの帝王、「8本脚の脅威!」とは彼の事。電撃を繰り出す他に、ジョッバでお馴染みのニドボットを産み出し護衛につける。
プラネット トダーノ
- ファンボーイ（声：佐藤せつじ）

キャプテン・クォークの大ファン。クォークのスター人生転落の原因を作ったラチェットとクランクを一方的に敵視しているが、戦うことにはならない。クォークのフィギュアを欲しがっており、持ってくればボルトマグネタイザーと交換してくれる。スモーグへのナビデータ入手後に流れる「あのヒーローは今!? シリーズ:キャプテンクォーク 最終回」にも姿が映される。
- ビリー（声：檀臣幸）

プラネット ボルダンへのナビデータで、メガコープ社によるプロトペットのCMに出演していた子供。「あのヒーローは今!? シリーズ:キャプテンクォーク 最終回」や、プラネット ダモーセルへのナビデータでも姿が見られる。
プラネット アラノス
- スポーツインストラクター

「サッグ・プリズンシップ」のCMに出演していた、前作以来だったインストラクター。
- デカケツ親父（声：宝亀克寿）

前作にも登場した配管の修理工。今回はプリズンシップ内の配管工事をしている。
プラネット スモーグ
- Crab（声：山野史人）

知性をもったスモーグ トゥーヘッドスナッパー。モンスターでありながら、高い知能をもっていることを悩んでいる。はじめラチェットは敵と間違えて攻撃してしまうが、味方キャラクターである。首に包帯を巻いている。ボルトを払えばテレスクリーン通信をさせてもらえる。
- ダーラ・グラッチ（声：園田恵子）

前作にも登場したテレビレポーター。本作では「プラネット ダモーセル」のプロトペットの暴走模様をリポートし、テレスクリーン通信で配信する。
プラネット ダモーセル
- メカニック（声：青山穣）

公園ドームにいる青年。左手に人形をつけており、腹話術のように話す。リモコナイザーのパーツを3つ集めて持っていきお金を払うと組み立ててくれる。
プラネット グレルビン
- 子供 / 母親（声：市川まゆみ）

プロトペットのCMに出演していたロボットの親子。
その他
- チューン工房Xの経営者（声：青山穣）

武器ガラメカやスペースシップの違法改造を行える「チューン工房X」を経営している謎の男。正体は一切不明で、登場シーンでも目玉2つしか描写されていない。
- 女性型インフォボット（声：なし）

ピンク色のボディをもつインフォボット。クランクのガールフレンドで、「プラネット エンダコー」にあるクランクのマンションにもたびたび訪れている様子。
- 男性アナウンサー（声：小杉十郎太）

宇宙船で移動中に時折挿入されるテレビ番組『あのヒーローは今!?』のナレーションをしている男性。
- ニュー・エイジャー（声：檀臣幸）

「プラネット タボーラ」ではクリスタルを、「プラネット グレルビン」ではムーンストーンを買い取ってくれる老人。寝ぼけている様子。「サッグ・プリズンシップ」のCMにも出演。

## ストーリー
ズガガ銀河でBBBの野望を打ち砕いたことで、ラチェットとクランクは一躍銀河の有名人となった。しかし、英雄としての称賛とは裏腹に、二人の生活は以前とさほど変わらなかった。
そんな折、ホロビジョン番組『あのヒーローは今!?』のインタビューを終えた直後、彼らは突如として未知の宇宙船へとテレポートされる。その船は、ガガガ銀河のメガコープ社の会長フィジージェットから派遣されたものであった。フィジージェットは、謎の盗賊マスクに奪われたプロトペットの奪還をラチェットに依頼し、同時にクランクには特別ボーナス（惑星エンダコーの高級マンションとミス・ロボット・ユニバース）を与えることを提案する。ラチェットとクランクは依頼を受け入れ、ガガガ銀河へと旅立つ。
移動中に過酷な訓練を終えたラチェットは、プロトペットが最後に確認された惑星アラノスにある盗賊マスクの空中要塞へと派遣される。しかし現地に到着する前に、盗賊マスクはすでにプロトペットを持って逃走していた。追跡を開始したラチェットは、盗賊マスクから送られたビデオメッセージにより、高級マンションに留守番をしていたクランクが人質に取られていることを知る。これは、ラチェットの動きを封じるための脅迫であった。
ラチェットはクランクの救出に成功し、二人は力を合わせて盗賊マスクの後を追う。銀河各地の惑星を巡る中、傭兵集団「サッグ商会」が盗賊マスクの護衛として立ちはだかりながら、惑星シベリウスでついに盗賊マスクと激しい戦闘を行うことになる。最終的に盗賊マスクは逃亡してしまうものの、ラチェットたちはプロトペットの回収に成功し、フィジージェットとの引き渡しを約束する。
しかしその直後、フィジージェットは「事故」と称して二人を惑星タボーラの洞窟網に閉じ込めてしまう。脱出を果たした彼らの前に再び盗賊マスクが現れ、その正体が女性科学者アンジェラ・クロスであることが明らかとなる。彼女はかつてメガコープで研究に従事しており、奪還されたプロトペットは、制御不能になれば銀河全体に壊滅的な被害をもたらす危険な存在であると警告する。
アンジェラの助言を受けて、ラチェットとクランクはプロトペットの開発元である惑星ドボーンの研究施設へと向かい、潜入に成功。そこで彼らは、プロトペットが暴走状態に陥り殺戮を引き起こす様子を記録した映像を目の当たりにする。ラチェットたちはフィジージェットにそのことを知らせたうえで、銀河のゴミ箱「ハルギス星雲」にプロトペットを処分するよう提案する。しかし、フィジージェットが教えたハルギス星雲のパスワード「クォークタスティック」は誤りであったため、ラチェットたちは防衛システムからの攻撃を受けることとなる。
なんとかハルギス星雲の防衛システムをストップして脱出したラチェットとクランクは、フィジージェットと直接きちんと話をするために、フィジージェットの後を追って惑星トダーノへと向かう。残念ながら惑星トダーノではフィジージェットに会うことは出来なかったが、偶然アンジェラから通信を受け取ることになる。そこでラチェットたちは、サッグ商会がアンジェラの空中要塞を奪ったこと、そして、メガコープが危険なプロトペットを大量生産・販売しようとしていることをアンジェラから知らされる。
ラチェットたちは、プロトペットの無料配布キャンペーンが行われる惑星ボルダンへと急行するが、キャンペーン阻止のためにフィジージェットの案内ボットを破壊しようとしたところをサッグ商会のリーダーに目撃され、アンジェラの空中要塞を改造した監獄施設に投獄されてしまう。実は、アンジェラを裏切ったサッグ商会は「メガコープ」を名乗る電話によって買収されており、「フィジージェットさんを殴ろうとした」という理不尽な罪でラチェットたちを逮捕したのである。だが、二人はなんとか監獄施設からの脱出に成功し、続いてサッグ商会の戦艦ドック潜入中に捕らわれてしまったアンジェラの後を追う。サッグリーダーとの通信により運良くサッグ商会の本部の居場所を突き止めたラチェットとクランクは、惑星スニベラックでサッグ商会の本部に突入し、リーダーを撃破。アンジェラを無事救出する。
事態を食い止めるため、一行はメガコープ本社へと向かう。そこで、彼らは驚くべき真実に直面する――実は、“フィジージェット”を名乗っていた人物は本物ではなく、かつて銀河の英雄として名を馳せながらも凋落したキャプテン・クォークだったのだ。
キャプテン・クォークはゲームの冒頭から、真のフィジージェットを拘束し、その身分を奪ってCEOになりすましていた。彼の計画は、まず「脱毛マッシーン」などの商品を大量に販売して多額の資金を得たうえで、自らが仕掛けたプロトペットによる混乱を演出し、その後にアンジェラが開発した装置を用いて「ヒーロー」としてこれを鎮圧し、自身の名誉を回復するというものであった。そしてその過程で、責任をすべてラチェット、クランク、アンジェラに押し付けようとしていたのである。
だが、装置はテスト中に暴走し、オリジナルのプロトペットが巨大な怪物へと変貌。キャプテン・クォークは自身の策略によってその怪物に飲み込まれてしまう。アンジェラは本物のフィジージェットを救出し、ラチェットは怪物と化したプロトペットを制圧してキャプテン・クォークを助け出す。クランクとアンジェラの連携により、装置は修復され、メガコープの送信アンテナを通じて解除信号が銀河全域に送信される。こうしてプロトペットたちは無力化され、ガガガ銀河にようやく平和が戻った。
物語の幕引きとして、エンドクレジット後のシーンでは、ラチェット、クランク、アンジェラがクランクの高級マンションでくつろぐ姿が描かれる。そこでアンジェラは、キャプテン・クォークが今回の事件の責任を問われ、メガコープの実験装置「マタグライザー」のテスト被験者として任命されたことを告げるのだった――まさに、彼にふさわしい「報い」である。

## 開発と発売
『ラチェット&クランク2 ガガガ！銀河のコマンドーっす』（英題：Ratchet & Clank: Going Commando）の開発は、前作の発売の5か月前にすでに承認されていた。これは、初代作品のプレイテスターから非常に高い評価を受けたことが大きな要因だった。インソムニアック・ゲームズは2002年8月、まだ初代『ラチェット&クランク』のバグ修正作業を行っていた段階で、『ラチェット&クランク2 ガガガ！銀河のコマンドーっす』のビジュアルコンセプトの設計を始めている。
インソムニアックでプログラミング部門の副社長を務めるブライアン・ヘイスティングスは、2003年のインタビューでこう語っている。「ゲーム設計で最初にやることは、“ビッグアイデア”をいくつか考え出すことです。つまり、人々の注目を引きつけて、『これはすごい！』と思わせるような要素ですね。『ラチェット&クランク2 ガガガ！銀河のコマンドーっす』では、RPG的な要素（武器や体力のアップグレード）、球体の惑星、そして宇宙戦がその“ビッグアイデア”でした。」
球体惑星の発想は、1943年に出版された小説『星の王子さま』の表紙イラストに部分的に着想を得ているという。この球体ワールドを実現するため、インソムニアックの開発チームはゲームのコードを約5万行にわたって変更し、重力処理の違いに対応した。開発期間は合計10か月で、その間にデザインチームは40人から80人へと倍増した。
前作『ラチェット&クランク』に寄せられた主な批判のひとつに、主人公ラチェットの性格に関するものがあった。彼は自己中心的で攻撃的に描かれており、クランクとの友情も薄く感じられた。プロデューサーのテッド・プライスはこの点について、「ラチェットは以前ほど生意気ではなくなり、クランクにもずっと友好的になりました。さらに、ストレスの多い状況でも軽率な行動を取らず、自分をうまくコントロールできるようになっています」と語っている。
また、本作ではラチェットの声優も変更されており、マイキー・ケリーに代わってジェームズ・アーノルド・テイラーが起用されている。これにより、より成熟した印象の声がキャラクターに与えられた。
キャプテン・クォークの再登場は、開発の後半になってから加えられた要素だった。ストーリーは、リードアニメーターであるオリバー・ウェイドとジョン・ラリーによって執筆された。
『ラチェット&クランク2 ガガガ！銀河のコマンドーっす』は、2003年11月11日に北米で、11月21日にヨーロッパで、12月11日に日本で発売された。2004年には、PlayStation 2の廉価版シリーズ「Greatest Hits」に選出され、同年8月13日にはPAL地域向けの「Platinum Range」に、7月8日には日本市場向けの「PlayStation 2 the Best」にそれぞれ追加された。2007年6月30日時点で、世界中での累計販売本数は約300万本に達している。

## ステージ
今回は前作とは全く異なる銀河系「ガガガ銀河」が舞台となっている。各惑星は「プラネット ○○」と表記されることもある。
雲海惑星アラノス上空「ナゾの空中要塞」
フィジージェットの指示で、ラチェットがゲーム中で初めてコマンドーとして訪れた場所。プロトペットを盗んだ盗賊の空中移動要塞。盗まれたプロトペットを盗賊から取り返すために侵入することになる。クリア後は二度と来ることができない。
沼地惑星ウーズラ「メガコープストア」
常に雨が降っており底なし沼が多い惑星。途中、スワンプモンスターとのボス戦がある。
隠れ星雲ウーパス「ジャミングアレイ」
マクタール初訪問寸前にしか行えない、スペースシップに乗った状態でプレイする最初のステージ。クリア後は二度と訪れない。
都会派リゾート マクタール星雲「メガリゾート」
メガコープの開発した宇宙ステーションのようなリゾート。バトルアリーナが開催されている。
- ジャミング衛星

マクタールから行くことができる衛星。少し歩けばすぐに1周できてしまうほど小型の星。6つの高い送信アンテナが立っている。
大都市惑星エンダコー「メガポリス」
1作目に登場したステージ「惑星ケルバン」のように、巨大なビルが立ち並んでいる他、列車の路線が張り巡らされている大都市。ラチェットたちがメガコープに雇われる報酬として与えられた高級マンションがある。
再開発惑星バーロウ「ブッコバー谷」
草や森林がほとんど無い惑星。1作目の舞台である銀河で営業している「ガラクトロン社」が本作の舞台となるガガガ銀河に進出する際にこの惑星を拠点とするようになるが、メガコープとの競争に敗れ撤退。そのためガラクトロンの工場や研究員、販売員が僅かばかり残っていて、ガラクトロンショップで1作目の武器をいくつか購入でき、1作目のデータがあれば無料でもらえる（ランチャー8ネオは例外）。また、バーロウ星人と呼ばれる住民が再びのさばっており、戦いを好み戦闘部族を形成している。ホバーバイクレースができ、バイクヘルメットが手に入る。
隠れ惑星帯フェルツォン「セクター12345」
スペースシップに乗った状態でプレイするステージ。アステロイドが飛び回っている。サッグ商会の集合場所として使われていた場所。
運河惑星ノータック「キャナルタウン」
夜のように暗い惑星。プロムナードというショッピングモールがあり、その奥にただ置かれているナノテックブーストがある。海が広がっているが、入ると狂暴な魚に食べられてしまう。また橋を渡るとメガコープの工場がある。 第1作で登場した「わくせいキャナル」とは無関係。
場所はヒミツ「チューン工房X」
ラリタニウムを使ってスペースシップの違法改造を行うことが出来る秘密工房。
雪山惑星シベリウス「フローズン基地」
全体が冠雪地帯となっている惑星。途中からは巨大な雪上車上を進んでいく。盗賊マスクとのボス戦を行う場所。ステージ自体は非常に短い。
資源惑星タボーラ「採掘エリア」
フローズン基地で盗賊マスクからプロトペットを取り戻すことに成功したラチェットとクランクがフィジージェットと合流するために待ち合わせていた惑星。奥には広大な砂漠地帯が広がっており、「クリスタル」が入手できる。もともとは緑豊かな惑星だったが、輸送に不便だったためメガコープが砂漠に変えた。現在は惑星からはメガコープは撤退しており、「記念碑みたいな場所」と作中では言われていた。
海洋惑星ドボーン「メガテストプラント」
プロトペットに関する実験が行われていた惑星。地下には研究施設がある。
- バトルサテライト

惑星ドボーンの装置を使いジャイアントクランクになることで行くことができる小型衛星。「ジャミング衛星」同様少し歩くだけで1周できてしまうほど小型。巨大ロボットに乗ったサッグリーダーと対決する。
深宇宙星雲ハルギス「処理施設DSディスポーザー」
スペースシップに乗った状態でプレイするステージ。フィジージェットの指示で訪れた施設。中に入る為のパスワードの正解は不明。
自然派リゾート 惑星ジョッバ「メガコープ・ゲーム」
緑の自然が映える惑星。ジョッバ星人は学問的にはバーロウ星人に似るらしい。バトルアリーナやホバーバイクレースなど、ミニゲームチャレンジがメイン。
モデル惑星トダーノ「メガファクトリー」
メガコープ社の工場「メガファクトリー」がある惑星。メガファクトリーでは一般訪問者のための案内ツアーが開催されている。なぜか消息不明となる人が多い。
高級住宅惑星ボルダン「シルバーシティ」
巨大な建物が立ち並ぶ惑星。PlayStation本体の内蔵時計に基づいた時刻を表示する時計台があるほか、地下には巨大な交通網がある。
雲海惑星アラノス上空「サッグ商会プリズンシップ」
はじめに登場した「ナゾの空中要塞」の別エリア。サッグ商会の監獄船である。「シルバーシティ」でフィジージェット氏のような影を発見後、強制的に連れてこられる。ラチェットを操作するエリアとクランクを操作するエリアを順繰りに進んでいく。
基地惑星ゴーン「サッグ戦艦ドック」
スペースシップに乗った状態でプレイするステージ。サッグ商会の戦艦が多く停泊している。
秘密惑星スニベラック「サッグ商会本部」
サッグ商会の本部がある惑星。
貨物惑星スモーグ上空「メガ流通センター」
貨物が山積みになって銀河中の輸送拠点となっている惑星。メガコープが出荷前のプロトペットの保管所としている場所。
ロボ惑星ダモーセル「オルゴンシティ」
列車などが走る賑やかな惑星。すでにミュータントプロトペットが出荷されてしまっており、街中ミュータントプロトペットで溢れかえってしまっている。「ダウンタウン銀行」や「公園ドーム」などの施設もある。
- バトルムーン

ダモーセル内にある装置を使い、ジャイアントクランクになることで行くことができる小型衛星。ここで巨大円盤シップ「マザーシップ」と対決する。
氷結惑星グレルビン「ツンドラル平原」
イエティやアークティックリバイアサンなどの強力な敵が出現する冠雪地帯。奥には広大な雪原が広がっており、「ムーンストーン」を入手できる。
超工業惑星メガコープ「メガコープ本社プロトペット開発部」
メガコープの本社でありオリジナルのプロトペットが保管されている開発部。

## ガラメカ（武器）
今作では武器のアップグレードシステムが追加され、使えば使うほど経験値バーが増え、満タンになると武器がアップグレード、威力、連射性能、射程距離、弾数が上昇する。さらに、エリア内に隠された「チューン工房X」でプラチナムボルトを使えばロックチューン、ショックチューン、ドックチューンを殆どの武器につける改造もできる。また、2周目からはメガ武器にすることができる武器も殆どで、威力や弾数が上がり（性能は変化しない）、メガコープ製武器の場合新たな経験値バーが追加され、満タンにすればウルトラ武器になる。アイコンの色は初期の状態は白、進化はオレンジ、メガは黄色、ウルトラは青である。
メガコープ製武器
ランス
向いている方向にエネルギー弾を高速で撃つガン系の武器。威力は弱いが連射性能は非常に高い。ラチェットの初期装備の武器。
- ヘビーランサー

威力、連射性能、射程距離、弾数がそれぞれ上がる。
ワイドボーン
照準が表示されているポイントに強力な爆弾を投げるボム系の武器。威力は高いが、射程距離は短い。爆発すると爆風が広がるので、敵が密集している場所では有効。これもラチェットの初期装備の武器。
- ドデカボーン

威力、連射性能、射程距離がそれぞれ上がる。爆発時の爆風の範囲も広くなる。
シュリケングラブ
向いている方向にシュリケンを発射する武器。発射されたシュリケンは敵や壁、物にぶつかると何度も跳ね返って敵を攻撃する。威力は弱いが何度も跳ね返る。
- ブンシングラブ

威力、射程距離がそれぞれ上がる。ぶつかった後、2つに分身し跳ね返る。
シーカーミサイル
向いている方向に追尾型ミサイルを発射する武器。発射されたミサイルは、敵に近づくと急に向きをかえ敵へ突進する。障害物の裏に隠れている敵には有効。連射性能は高いが、発射速度は遅い。
- シーカーHK22

威力、射程距離がそれぞれ上がる。弾数は減るが弾薬1発につき3つのミサイルが同時に発射され、それぞれ別の敵を狙える。
パルスライフル
向いている方向に弾丸を撃つ武器。みまわしモードにすれば、ズームインすることができ、超遠距離にいる敵をピンポイントで狙える。射程距離は武器の中で一番長く、発射速度が速いため動いている敵でも当てられる。
- パルスナイパー

威力、連射性能がそれぞれ上がる。貫通弾になり、敵や壁にぶつかると爆発する。
ホーダイングラブ
照準が表示されているポイントにミニ砲台を投げる武器。砲台が地面にセットされると、近くの敵を自動的に攻撃する。時間が経つか、弾切れで消える。砲台の射程距離は短いが、連射性能が高い。同時に5つの砲台しか設置できない。
- マホーダイングラブ

威力、射程距離がそれぞれ上がる。連射性能は低くなるが、ホーミング性が高くなり、動いている敵でも正確に擊ち、途中で方向を変えたりする。
ブリッツガン
向いている方向に散弾を発射する近距離用の武器。攻撃範囲が広いが、射程は短い。敵に囲まれた時に有効。敵に当てると、吹っ飛ぶことがある。近い敵ほど多くのダメージを与える。
- ブリッツキャノン

威力、射程距離、攻撃範囲がそれぞれ上がる。
シールドチャージャー
選択するとラチェットの周りにシールドが発生する武器。ラチェットはそれまで使っていたガラメカがそのまま使える。シールドはダメージをカットし、一定のダメージを受けると消える。敵に体当たりをすると敵がダメージを受ける。威力は非常に低いが、耐久力が高い。
- テスラバリヤー

威力、耐久力、所持数がそれぞれ上がる。攻撃範囲が広くなり、敵に近づくと放電の攻撃をする。
シンセノイド
選択すると4体の飛行ロボットが出現し、視界に入っている敵をレーザービームで攻撃する武器。ただし視界に入ってなければ攻撃しない。ラチェットはそれまで使っていたガラメカがそのまま使える。一定の攻撃を終えると消える。
- キロノイド

攻撃力、連射性能、射程距離がそれぞれ上がる。時々バクダングラブのような爆弾を投げるようになる。
マグマイザー
向いている方向にマグマを噴射する武器。ノズル状のマグマをボタンを押している間絶え間なく噴射する。そのため、敵に囲まれた時に有効で回転しながら攻撃すれば全方向へ、2段ジャンプなら前後上下へ攻撃できる。射程距離は短いが、連射性能は高い。
- メテオキャノン

威力が上がる。この武器はアップグレードすると性能が大きく変わり、向いている方向にメテオを発射する。ランスのように撃つ武器だが、撃った後ワイドボーンのように下へ落ちる。ボタンを押し続けても、マグマイザーのように絶え間なく噴射できず、単発で撃つが連射性能は上がる。なお、次回作の『「3」』で登場するマグマイザーは進化しても、メテオキャノンにならない。
バウンダー
標準が表示されているポイントにクラスター爆弾を投げる武器。爆弾は着地して転がり、止まるまたは敵や壁にぶつかると炸裂してたくさんのミニバウンドボム（小弾）をばら撒く。敵に当たるまたは時間が経つと、小弾も爆発する。小弾はホーミング性が高く、敵の方へ跳ねながら行く。
- ヘビーバウンダー

威力、連射性能、ホーミング性能がそれぞれ上がる。爆発時の爆風の範囲も広くなる。
コンパクトバズーカー
向いている方向にロケット弾を発射する武器。威力は高く、射程距離も長く、ホーミング性も高い。
- グレートバズーカー

威力、射程距離がそれぞれ上がる。タメ撃ちが可能になり、ボタンを押し続けると最大で4発同時に撃てる。
プラズマコイル
向いている方向にプラズマボールを発射する武器。敵や壁に当たると、近くの敵にも電撃ショックを与える。電撃ショックの威力はプラズマボール本体よりも弱い。
- プラズマストーム

威力、射程距離、攻撃範囲がそれぞれ上がる。敵や壁に当たらなくてもプラズマボールが通った広い範囲の敵に電撃ショックを与える。壁や障害物にあたっても、消えずに跳ね返る。プラズマボール本体が敵に直撃すると、消えるまでダメージを与える。
ホバーボマー
向いている方向に浮遊機雷を発射する武器。発射後にもう一回ボタンを押すと爆発する（敵に触れても爆発しない）。さらに、発射時にボタンを押し続けている間は左スティックで行く方向を操作でき、ボタンを放すと爆発する。同時に2つ以上撃てない。ラチェットは操作しているときは動けない。
- テトラボマー

威力、攻撃範囲がそれぞれ上がる。同時に5つの浮遊機雷を発射する。
ボットロングラブ
照準が表示されているポイントに自走式爆弾「スパイダーボット」を投げる武器。爆弾は着地すると遠隔操作ができる。操作不能範囲はないが、時間制限はある。ボタンを押す（自爆）か、敵に近づきすぎるか、制限時間（30秒）が過ぎると爆発する。操作中にラチェットが攻撃を受けても爆発する。
- ボットロングラブSP

爆発の威力が上がる。ライフルやキャノンで敵を撃ったりできるなど、爆発以外の攻撃方法が可能になるので、使いやすくなる。
メルモシープ
ビームを照射し、右に表示されるゲージが満タンになるまで当てると、敵を無害なヒツジに変身させて無力化させる武器。前作のメルモビーム同様の武器だがニワトリではなく、ヒツジに変える。
- ブラックメルモシープ

変身時間が早くなる。変身したクロヒツジは敵の方へ自分から行き敵に十分近づくと自爆する。また、クロヒツジが囮になるため、その間はラチェットが狙われない。
ガラクトロン製武器
前作で登場したガラクトロン製の武器。旧世代のためか、すべての武器において前作より弱体化しているほか、レベルアップもウルトラ版もない。また、前作のセーブデータがある場合は無料で手に入れることができる。
サンダークロウ
向いている方向に電磁ビームを発射する武器。発射された電磁ビームは近くの敵にも感電する。マグマイザーのように絶え間なく発射できる。
バクダングラブ
照準が表示されているポイントに小さな爆弾を投げる武器。爆弾は着地と同時に爆発する。
パンチングラブ
向いている方向にダッシュパンチを繰り出す武器。
ビデオミサイル
ビデオミサイルを発射する武器。発射後は赤外線スクープでとらえた映像を見ながらミサイルを遠隔操作できる。遠隔操作が可能な範囲を超えると操作不能になる。ボタンを押せば自爆できる。操作中にラチェットが攻撃を受けても爆発する。
バルルングラブ
照準が表示されているポイントに身代わりの「バルルン・デコイ」を投げるガラメカ。敵はバルルンデコイめがけて攻撃をするので、その間に攻撃を仕掛けたり、逃げたりできる。
その他の武器
全て、大変高価な武器達である。
ゾディアック
大気中の粒子を帯電させ、視界内の全ての敵に大ダメージを与える武器。だが視界に入ってないと攻撃できない。威力は非常に強いためほとんどの敵は一回で済む。銀河一高価な武器で、1発あたりなら弾薬費も最も高価。
ランチャー8ネオ
『1』に登場した「ランチャーNo.8」の改良版。8体の敵を同時にロックオンし、大抵の敵を一撃で倒すミサイルを高速で連射できる武器。発射されたミサイルは自動的に敵を追尾する。
クランクザッパー
クランクがアンテナから自動的に電撃で敵を攻撃し、ラチェットの背後から援護する武器。ラチェットはそれまで使っていた武器がそのまま使える。1回クリア後の2周目より購入可能だが、実際に発動するのは単独行動してない時。
- クランクショッカー

威力、射程距離、連射性能、弾数（20発）がそれぞれ上がる。後ろの敵も目からの電撃で狙えるようになる。

## ガラメカ（ほか）
武器と違い、戦いではなくステージ上の仕掛けを動かしたり、起動させたり、使うための道具である。
ハンドガラメカ
スイングショット
「スイングターゲット」に向かってボタンを押すと、ロープを発射するガラメカ。ボタンを放すとロープが外れる。ボタンを押したまま、緑色のスイングターゲットにロープをかけると、自動でロープが巻き戻されて、スイングターゲットの真下に移動できる。黄色のスイングターゲットはボタンを押している間はぶら下がる。左スティックで弾みをつけてボタンを放すと、遠くへ移動できる。飛んでいる間もボタンを押せば近くのターゲットにロープがかけられる。青色のスイングターゲットにロープをかけると、自動でロープが巻き戻され、ターゲットが付いたアイテムなどを引き寄せる。
ダイナモ
ダイナモスイッチに電気を与えて仕掛けを作動させるガラメカ。ダイナモスイッチには数秒で消えるものや足場を作るもの、ジャンプしながら作動するなど様々な仕掛けがある。
サーミネーター
水を氷に、氷を水に変えるガラメカ。画面右側の温度計を全部青にすると水が凍りついて、氷の上を歩いて移動できるようになる。また、全部赤にすると水が溶けて泳げるようになる。ただし、海などでは使用できない。
トラクタービーム
「トラクターターゲット」がついたものを、ボタンを押してトラクタービームを照射して、重いものでも楽に動かせるガラメカ。もう一度ボタンを押せばビーム照射をやめる。トラクターターゲットのついた柱や報告ボット、爆弾などが動かせる。
リモコナイザー
「パラボラアンテナ」がついたレシーバーボットにリモコナイザーの電波を照射すると、一定時間敵を操ることができるガラメカ。レシーバーボットの中にもリモコナイザーが内蔵されているので、壁で遮られた別のレシーバーボットも操れる。操っている敵が破壊されるか、一定時間が過ぎると操作不能になり爆発する。組み立てた時のクランクの発言からリモコナイザーはクランクも操れる（クランクの中にもリモコナイザーが内蔵されており、マイクロボットに命令ができるのはそのせいである）。機銃や自爆、電波照射のアクションができる。
ブーストガラメカ
ヘリブースター
ジャンプ中にジャンプボタンをもう1回押すと、ホバリングライドで飛距離を伸ばすガラメカ。しゃがみながらジャンプするとハイジャンプもできる。走りながらしゃがみボタンとジャンプボタンを同時に押すとロングジャンプもできる。終始の間が遅く、飛距離が長め。
ジェットブースター
ジャンプ中にジャンプボタンをもう1回押すと、ホバリングライドで飛距離を伸ばすガラメカ。しゃがみながらジャンプするとハイジャンプもできる。走りながらしゃがみボタンとジャンプボタンを同時に押すとロングジャンプもできる。終始の間が速く、飛距離は短め。
フットガラメカ
グラインドブーツ
装備すると、特殊なレールの上を滑って移動できるガラメカ。左スティックとジャンプボタンでとなりのレールに飛び移ることもできる。滑走中でもガラメカが使える。
グラビティブーツ
装備していると、マグナフィールドという特殊な床との間に重力をはたらかせて、壁や天井を歩き回れるようになるガラメカ。前作のマグネブーツの進化版で、前作でできなかったジャンプアクションやガラメカの使用が可能になった。ただし、2段ジャンプは一部を除いてできない。
チャージブーツ
装備している時にしゃがみボタンを素早く2回押すと、向いている方向へ猛ダッシュするガラメカ。狭いところでの使用は危険。ダッシュしてからしばらくすると、左右へ動けるようになる。

## アイテム
ステージ内などで手に入るアイテムは様々な種類があって、通貨のボルトやラリタニウムなどの複数手に入るアイテム、アーマーなどの購入して自分を強化するアイテム、ステージ内で使ったりするアイテムなどその他にも様々ある。
複数存在するアイテム
ボルト
ラチェットたちの世界の通貨（お金）。ガラメカやアイテムの購入に必要。
プラチナムボルト
通常のボルトよりも貴重なボルトの希少種。チューン工房Xで使えば、武器を改造できる。
ナノテック
敵や仕掛けでダメージを受けて減ってしまった体力を回復させるアイテム。体力を1つ回復させる。中盤からピンクのナノテックが現れ、体力を4つ回復できる。2周目では回復数が4倍になり、青いナノテックは4つ、ピンクのナノテックは16の体力を回復できる。
ナノテックブースト
獲得すると、ナノテック最大値が一気に1つ増え、体力も満タンになる。
ナビデータ
獲得すると、別の惑星へ行けるようになるアイテム（情報）。前作のインフォボットの役割を担っている。2周目になるとストーリーがリセットするので、ナビデータは全て失われる（再獲得できる）。
ラリタニウム
船を改造するのに必要なアイテム。スペースシップステージの中で敵を倒したりすることで手に入るほか、惑星タボーラや惑星グレルビンなどの採掘船でも手に入る。前作のネギリエイダーとの交換に使ったのもラリタニウムであり、以後の作品でも登場する。
クリスタル
惑星タボーラで手に入るアイテム。ストーリー進行に必要なほか、集めた分を換金することもできる。
ムーンストーン
惑星グレルビンで手に入るアイテム。クリスタル同様ストーリー進行に必要なほか、換金することができる。
アーマー
今回では敵を倒すほどナノテックの最大値が上がり、体力が1つ上がる。新しいアーマーを買っても体力は引き継がれる。最大で体力が80まで上がる。また、アーマーは2周目も状態が引き継がれる。アーマーのアイコンはそれぞれ違う。
コマンドースーツ
ラチェットが最初から着ているアーマー。ダメージをそのまま受ける。
テトラファイバー・アーマー
ダメージの33%を吸収する。
デュラプレート・アーマー
ダメージの50%を吸収する。
エレクトロスティール・アーマー
ダメージの66%を吸収する。
カーボノックス・アーマー
ダメージの90%を吸収する。なお、頭まで覆われているためムービー中の表情がわからない。
1つしか存在しないアイテム
コマンドーヘルメット
各種情報（体力、武器、ボルトの表示など）のヘッドアップディスプレイ機能付きヘルメット。酸素供給機能もあるので、水中や毒ガスエリア、宇宙空間でも活動できる。
バイクヘルメット
「デザートライダー」の証。これがあれば、他のバイクレースにでも出場できる。
グライダー
グライダーを持ってフライング・パッドに立ち、ボタンを押すとグライダーで滑空できるガラメカ。グライダーは左スティックで操作（上下は反対方向に動く）し、降下すると加速し、上昇すると失速する。障害物に当たると、すぐに落ちる。
ボルトマグネタイザー
持っていると遠くのボルトを引き寄せられるガラメカ。
クォークフィギュア
ファンボーイに渡すとボルトマグネタイザーと交換してもらえる。
ボックスブレーカー
オーバーヘッド・ストライクをすると、実際は当たっていない離れている木箱を壊すガラメカ。木箱だけではなく電灯などのオブジェも壊せる。ただし敵には効果がない。
マッパー
持っているとエリアマップに隠しエリアや隠しアイテムが表示されるアイテム。
エレクトライザー
壊れて電子回路を修理して、メカを作動させるガラメカ。壊れたメカの前でボタンを押すと、電子回路を覗き込み、光の球が回路の切れた部分を通過するとき、ボタンを押してタイミングよく回路をつなぐ。すべての回路がつながると、壊れたメカが直る。
スパイボーラー
「ボールロック」で閉じらたパズロックを解除するガラメカ。ボールロックの前でボタンを押すと、ボールロックにアクセスする。ボールには溝が刻まれており、青い溝の方向へ左スティックを倒すと、倒した方向へボールが回転する。回転した場所に青い溝がなければ行き止まりで、戻って正解ルートを探す。制限時間内にこの動作を繰り返して、スタート地点までたどり着くとロックが解除される。
ハイドロブースター
クランクのアップグレードパーツ。水の中に入ると、自動的に装備される。水の中を高速で移動でき、水流に逆らって泳げる。
レビテーター
クランクのアップグレードパーツ。垂直方向への爆発的な推力を発揮するアイテム。レビテーター・パッドに立ち、ボタンを押すと、押している間は上昇する。レビテーター使用時も動いたり、ガラメカが使える。

## ジェットファイター
惑星を移動するために使うスペースシップ戦闘機。前作は移動専用のシップと戦闘専用のジェットファイターと分かれていたが、今作は両方が合体している。今作はチューン工房Xにてラリタニウムで改造もできるようになった。
強化パーツ
トリプルターボエンジン
シップのブーストを強化し、シングルエンジンよりも3倍の時間ブーストできるようになる。
フュージョンレーザー
シップのバルカン砲を強化し、威力を高める。
スピードロックミサイルランチャー
シップのミサイルを強化、威力を高める。照準を敵に当て続けると敵をロックオンし、ミサイルを撃つと自動で追尾する。
マインランチャー
シップにマインを追加させる。
メガマインランチャー
シップのマインを強化し、威力を高める。
トーピドーランチャー
シップにトーピドーを追加させる。
マルチトーピドーランチャー
シップのトーピドーを強化し、威力を高める。
アドバンストシールドシステム
シップのシールドを強化する。シップのシールドゲージをもう1つ増やす。
ウルトラチャージシールドシステム
シップのシールドをさらに強化する。アドバンストシールド購入後に現れる。シップのシールドゲージをさらに1つ増やす。
ニュークランチャー
シップにニュークを追加する。発射すると爆発し、視界に入っている全ての敵にゾディアックのように特大ダメージを与える。
ハイパースペースワープシステム
シップにワープシステムを追加する。ステージ内のどこかへワープする。
その他のパーツ
船のウィング・ノーズ・カラーを別途ラリタニウムを使う事により改造・変更ができる。バリエーションをスキルポイントを獲得するにつれ増えていく。

## マキシゲーム
ストーリー上クリアする必要のないミッション（一部はストーリー進行のためクリアが必要）及びミニゲーム。クリアすると、賞金やアイテムが手に入る。2周目以降は賞金の金額が10倍になる。アリーナやホバーバイクレース、スターファイターステージなどがある。1回クリアしたチャレンジは賞金額が下がる。
バトルアリーナ
大量の敵やボスを倒して、賞金を手に入れる闘技場。ミッションにはダメージを受けてはいけないノーダメージチャレンジや武器制限チャレンジ、地面から火が吹いたり刃が回ったりするハザードチャレンジ、惑星ジョッバのアリーナではグラビティブーツを使った金網チャレンジ、60ラウンドを誇るインポッシブルチャレンジもある。ミッション数は多く2周目以降限定のミッションもある。
メガ・リゾート　バトルアリーナ
マクタールにあるバトルアリーナ。序盤のアリーナともあって難易度がそこまで高くない。
メガコープ・ゲーム　バトルアリーナ
惑星ジョッバにあるバトルアリーナ。難易度が高く、グラビティブーツを使う金網マッチもある。

## その他
体力
今作では経験値でナノテック最大値が上がり、最大で80まで上がる。また、ナノテックブーストを取ってもナノテック最大値が上がる。
クイックチェンジ
このゲームの醍醐味とも言える、瞬時にガラメカを持ち替えたりするシステム。今作から、クイックチェンジ中はゲームがポーズをする。スターファイターでもクイックチェンジがあり（ゲームはポーズしない）、4つの武器を状況に合わせて変えることができる。メニューのクイックチェンジで、ガラメカのクイックチェンジメニュー内の位置が変更でき、自分好みのクイックチェンジメニューにできる。
オムレンチ
ラチェットが攻撃道具として使っている武器。通常攻撃は前へオムレンチを振り、最大で3連コンボができ、コンボ中でも方向転換ができる。ジャンプ中に使えば、下へオムレンチを振りかざすオーバーヘッド・ストライクができる。しゃがみながら使えば、前方へオムレンチを投げブーメランのように戻るコメット・ブーメランができる。また本来は工具であるため、シャフトを回すこともできる。道中で新しいオムレンチを入手すると威力が上がる。
ホバーバイクレース
ホバーバイクで優勝し、賞金を手に入れるレース大会。前作のホバーボードよりもスピーディーで多少操作が難しい。ブーストの他に武器も拾え、マシンガン、ミサイル、シールド、電撃攻撃のいずれかが使える。
スターファイターステージ
スターファイターでステージを飛び回って、敵を倒し賞金が手に入るシューティングゲーム。ミッションによってクリア条件が異なる。
チャレンジモード（2周目）
クリア後にもう1回最初からストーリーを進めるシステム。メガ武器が購入できるほか、敵を連続で倒すことで最大通常の20倍のボルトがもらえる。ボルト、プラチナムボルト、スキルポイント、ラリタニウム、スターファイター、武器、チャージブーツ、ボルトマグネタイザー、ボックスブレーカー、マッパー、アーマーは引き継がれる。ただし、ストーリー進行、ガラメカ（チャージブーツ以外）、クリスタル、ムーンストーンなどのアイテム、ナビデータがリセットされる。